# 福島県営あづま陸上競技場
福島県営あづま陸上競技場（ふくしまけんえいあづまりくじょうきょうぎじょう）は、福島県福島市の福島県あづま総合運動公園内にある陸上競技場兼球技場。施設は福島県が所有し、公益財団法人福島県都市公園・緑化協会が指定管理者として運営管理を行っている。
なお、福島市に本店を置く東邦銀行が命名権を取得しており、2013年5月から「とうほう・みんなのスタジアム」（略称「とうスタ」）の呼称を用いている（後述）。

## 概要
1995年の第50回国民体育大会（第50回ふくしま国体）のメインスタジアムとして、1994年に開場。日本プロサッカーリーグ（Jリーグ）・福島ユナイテッドFCが当競技場をホームスタジアムとしている他、2014年6月には日本陸上競技選手権大会が当地で開催された。
2012年10月から2014年3月にかけて、芝の張り替えやトラックの改修を行い、この間福島ユナイテッドFCは福島市信夫ヶ丘競技場などでホームゲームを開催した。
2017年に天然芝を高麗芝からJリーグ基準に合致し寒さに強い西洋芝に張り替えたが、この際、排水管（ドレーン）より上の基盤層を保水性の高い山砂から排水性の高い川砂に置き換えるのが望ましかったが、コスト面から業者より提案された「表層部のみ土壌改良材で置き換え」で対処した結果、排水性が悪いままとなり芝の生育が良くないことが指摘されている（2019年シーズンはホームゲーム2試合をJヴィレッジスタジアムに変更して実施された）。クラブライセンス制度でJ3でも2022年6月までに照明設備の設置が義務化されることと併せて県が対応を検討していた。
そして2022年3月に照明鉄塔４基を新設と芝の張り替えが完成した。

## 施設概要
- 日本陸上競技連盟第1種公認
- トラック：400m×9レーン
- 天然芝グラウンド
- 収容人員：21,000人（メインスタンド：6,500人（座席）、芝生スタンド：14,000人）
  - ただし、Jリーグでは原則として芝生席・緩衝地帯を収容可能人数に加えないため、「入場可能人数6,464人」として紹介されている。
- フィールド　105m×70m
- 照明設備：1,500Lx 4基
- 大型映像装置：高輝度フルカラーLED（2014年に設置）[7] 第1・2コーナー付近に設置
- 付属施設　補助陸上競技場　1周400m×8コース・全天候舗装（ナイター照明あり）

## 陸上競技
- 第50回国民体育大会（1995年）開閉会式も当競技場で行われた。
- ふくしま健康マラソン大会（2001年～2019年）スタートとゴール地点が当競技場となっている。
- ふくしまリレーズ（2012年、2014年～）
- 第98回日本陸上競技選手権大会（2014年6月6日～8日）福島県内での日本選手権は初めて。
- 第49回全日本中学校陸上競技選手権大会（2022年8月18日～21日）
- 全日本中学校陸上競技選手権大会や全国高等学校陸上競技対校選手権大会の東北大会・県大会

## サッカー

### Jリーグ
- 福島ユナイテッドFCのホームスタジアムとして、2014年より開始されたJ3リーグの試合が開催されている。
  - なお同クラブ主催試合では基本的にメインスタンドのみを開放し、ゴール裏・バックスタンドの芝生席は閉鎖している。また基本的に楽器類を鳴らしての応援は禁止されているが、同クラブの応援団は第4コーナー付近の最前列に「バーニングエリア」と呼ばれる楽器類使用可能な応援席が設置されている。また第1コーナー付近にはアウェークラブの応援席もある。
- 2003年9月13日、J2第33節・横浜FCvsアルビレックス新潟が開催され、8,574人の観客を集めた。試合は1-7で新潟が勝利した。この試合であづま陸上競技場は、Jリーグが規定するピッチの広さに充足していない事が分かったが、後に改修された。
- 2009年5月23日、J2第17節・ベガルタ仙台vs横浜FCを開催。仙台のホームスタジアムであるユアテックスタジアム仙台がグラウンドの芝張り替え工事中、事実上の準ホームスタジアムである宮城スタジアムも県高校総体会場として使用していたため、当競技場での代替開催（前回Jリーグから指摘されたピッチの広さを充足するための改修を行い開催にこぎつけた）。仙台からのサポーターを中心に8,718人の観客を集めた（サッカーの試合では過去最高の入場者数となった）。
- 2012年9月23日、J2第35節・横浜FCvs徳島ヴォルティスを開催。この背景には、被災地復興支援活動としての意義に加え、横浜FCの本拠地であるニッパツ三ツ沢球技場が試合当日に使用できないことや、周辺のスタジアムも全て押さえる事ができなかったという事情もあった[8]。なお、入場者数は5,173人。
- 2016年6月5日、Jリーグヤマザキナビスコカップ・グループA第7節・湘南ベルマーレvsヴィッセル神戸戦を開催。湘南の「東日本大震災の継続的な支援」の一つとして、湘南と提携関係にある福島のホームスタジアムである本競技場で開催したもの[9] で、湘南のスポンサーである三栄建築設計（社長の小池信三が会津美里町出身）のスペシャルデーとして開催された[10]。（カップ戦ではあるが）J1カテゴリの試合は初開催。入場者4,501人。

### 国際試合
- 2012 FIFA U-20女子ワールドカップの開催候補地に挙げられ、改修工事も検討されていたものの、改修費用のコストの問題から開催を断念した[11]。
- 2012年8月13日、U-20日本女子代表の壮行試合（カナダ女子代表戦）が開催された。当競技場初のナイターであるが、照明設備が常備されていないため移動照明車を使って開催した（入場者数は発表無し）[12]。なおこれは、福島県下で男女を通して震災後初となるサッカーの国際親善試合であった。

※この移動照明車は2014年の第98回日本陸上競技選手権大会でも一部薄暮開催、および天候が悪化されたため使用された。

### その他
- JFL公式戦は、2001年9月30日にJFL後期第9節ソニー仙台×FC KYOKEN京都と2006年6月25日に同じくJFLソニー仙台×三菱自動車水島FCが行われた。なお、旧JFLでは福島FCがホームゲームを不定期開催した。

## 命名権
当競技場の維持管理や運営費用を捻出する目的で命名権（ネーミングライツ）を募集。福島県内の2社からの応募があり、2013年5月に東邦銀行と契約を締結した。
2013年5月27日から2018年3月31日までの契約（総額5,250万円）で、「とうほう・みんなのスタジアム」（略称：とうスタ）の呼称を使用している。

## 公園内その他の施設
- 福島県営あづま総合体育館
- 福島県営あづま球場

## アクセス
- J3リーグ開催時、福島駅より無料シャトルバスがスタジアム前まで運行される場合がある。また、公園内複数個所にある駐車場が利用可能。

## フォトギャラリー

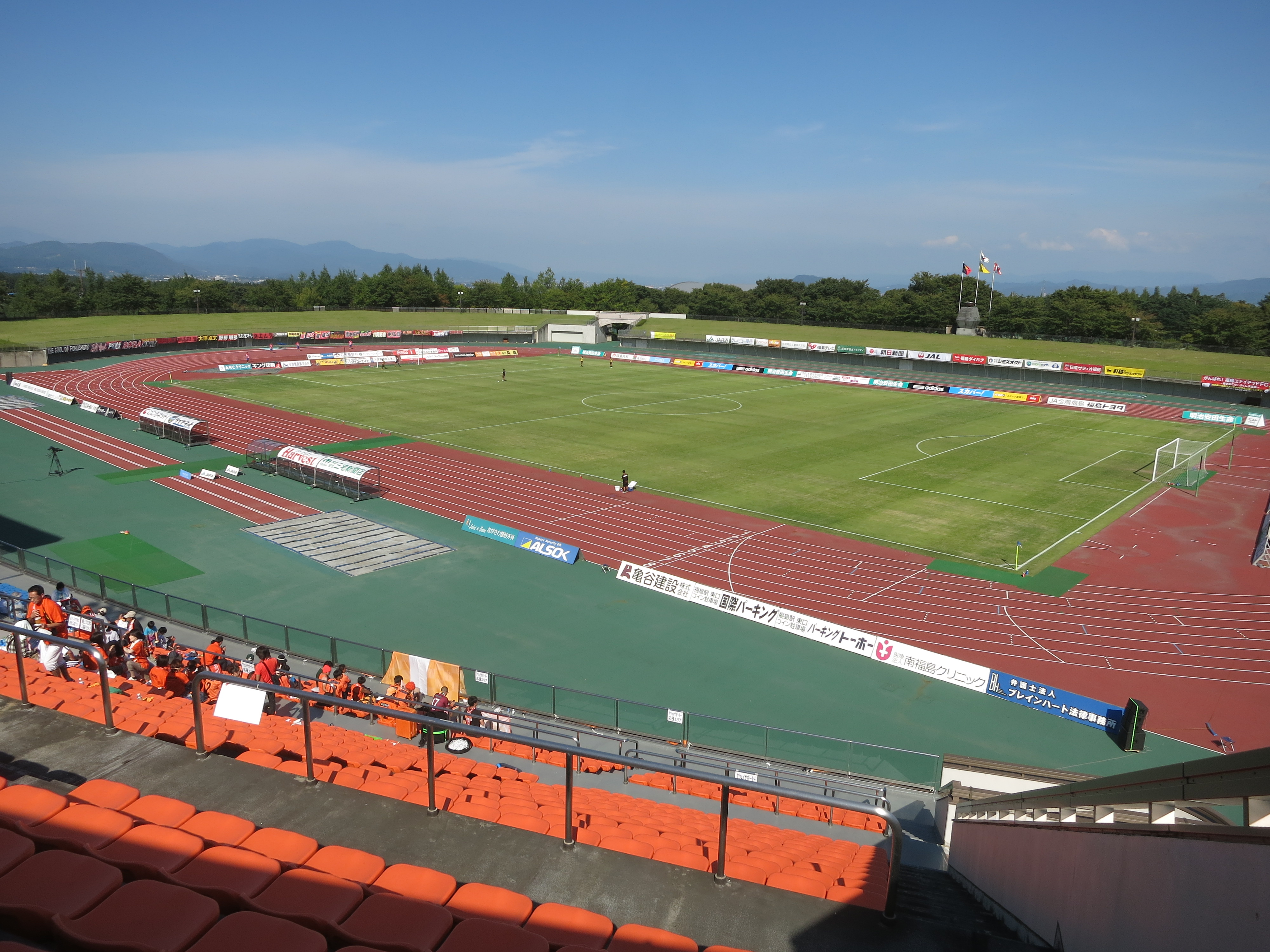
メインスタンドアウェイ側からホーム側を見る
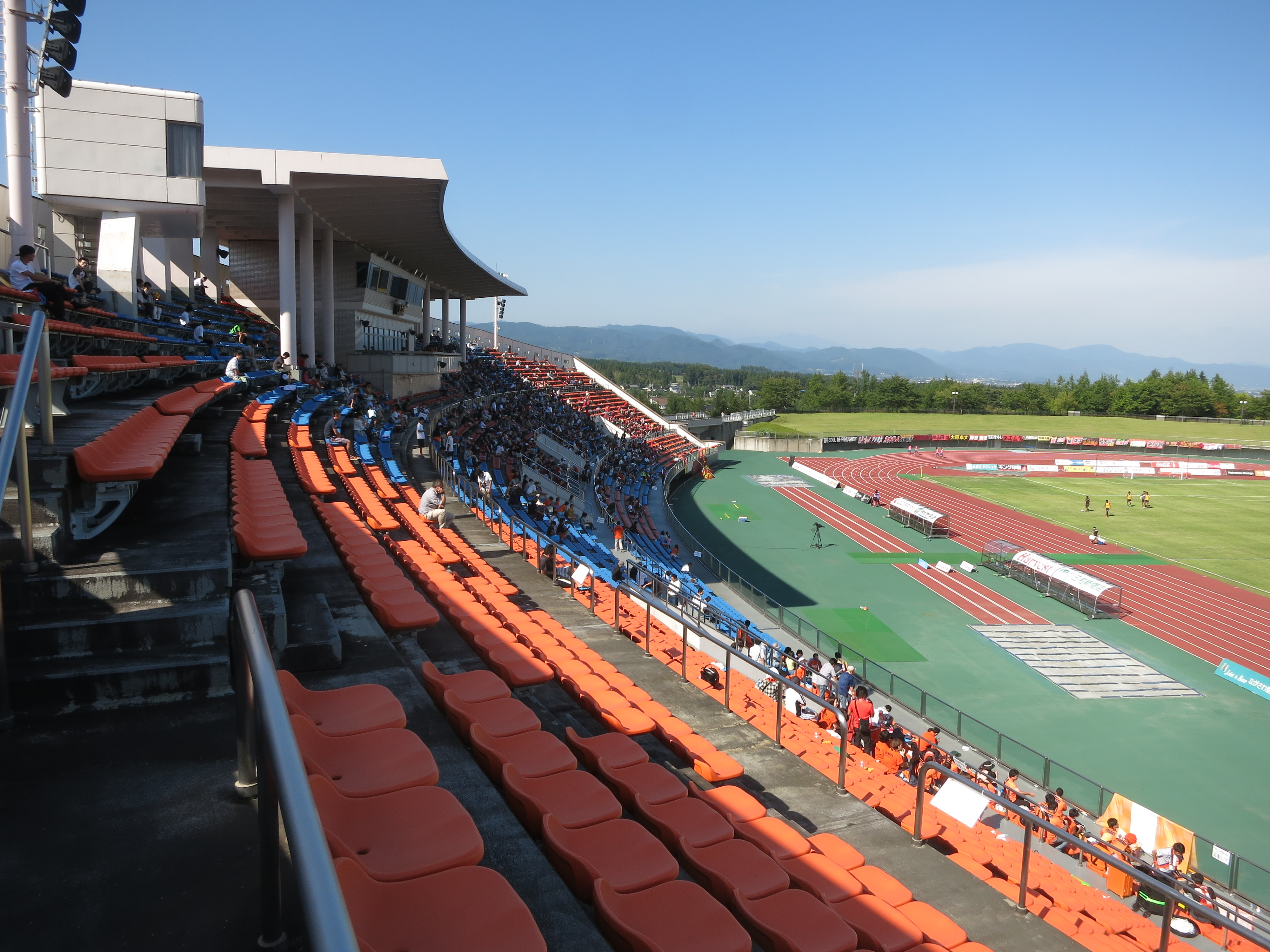
メインスタンド
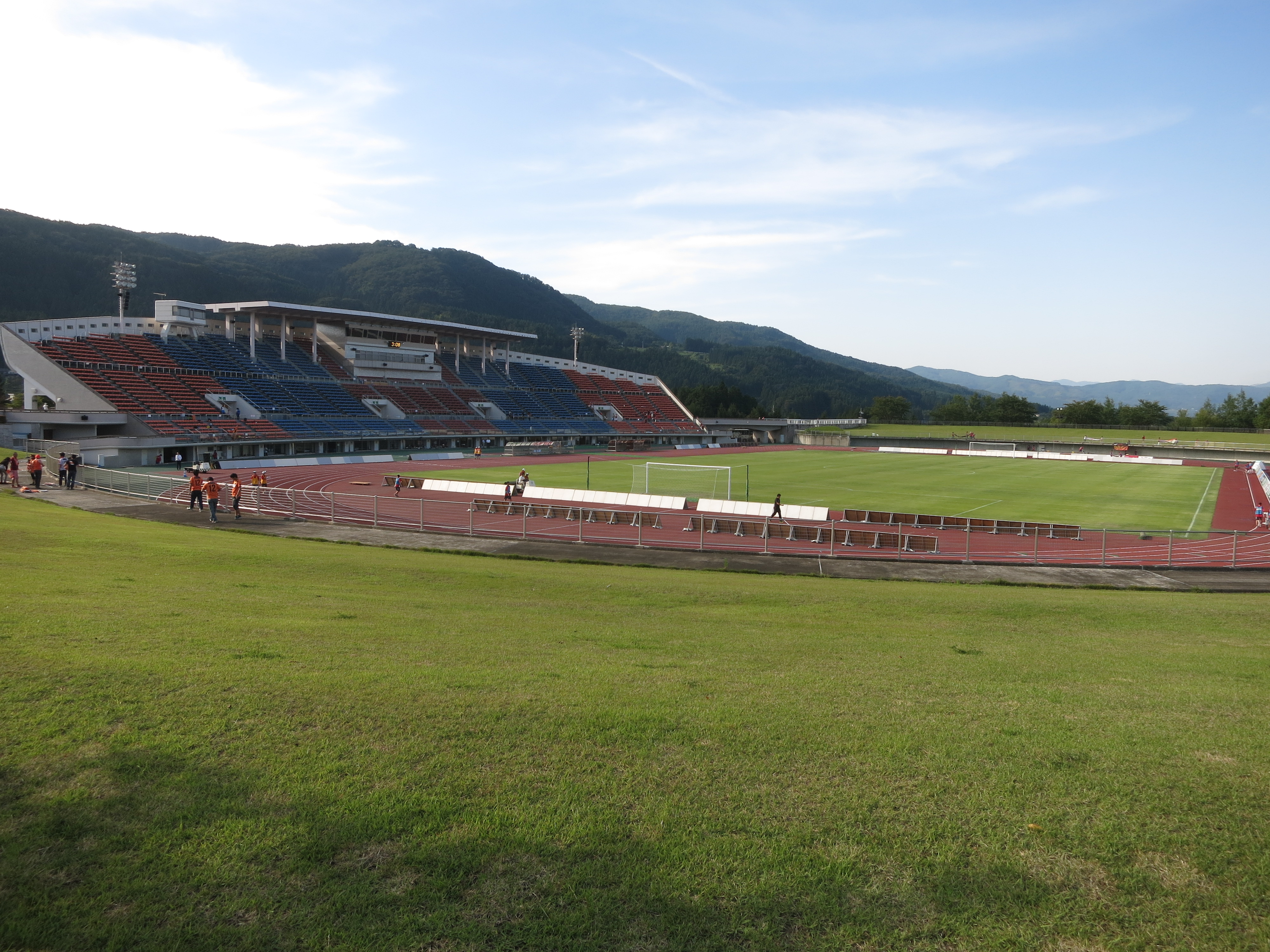
競技場外からメインスタンドを見る
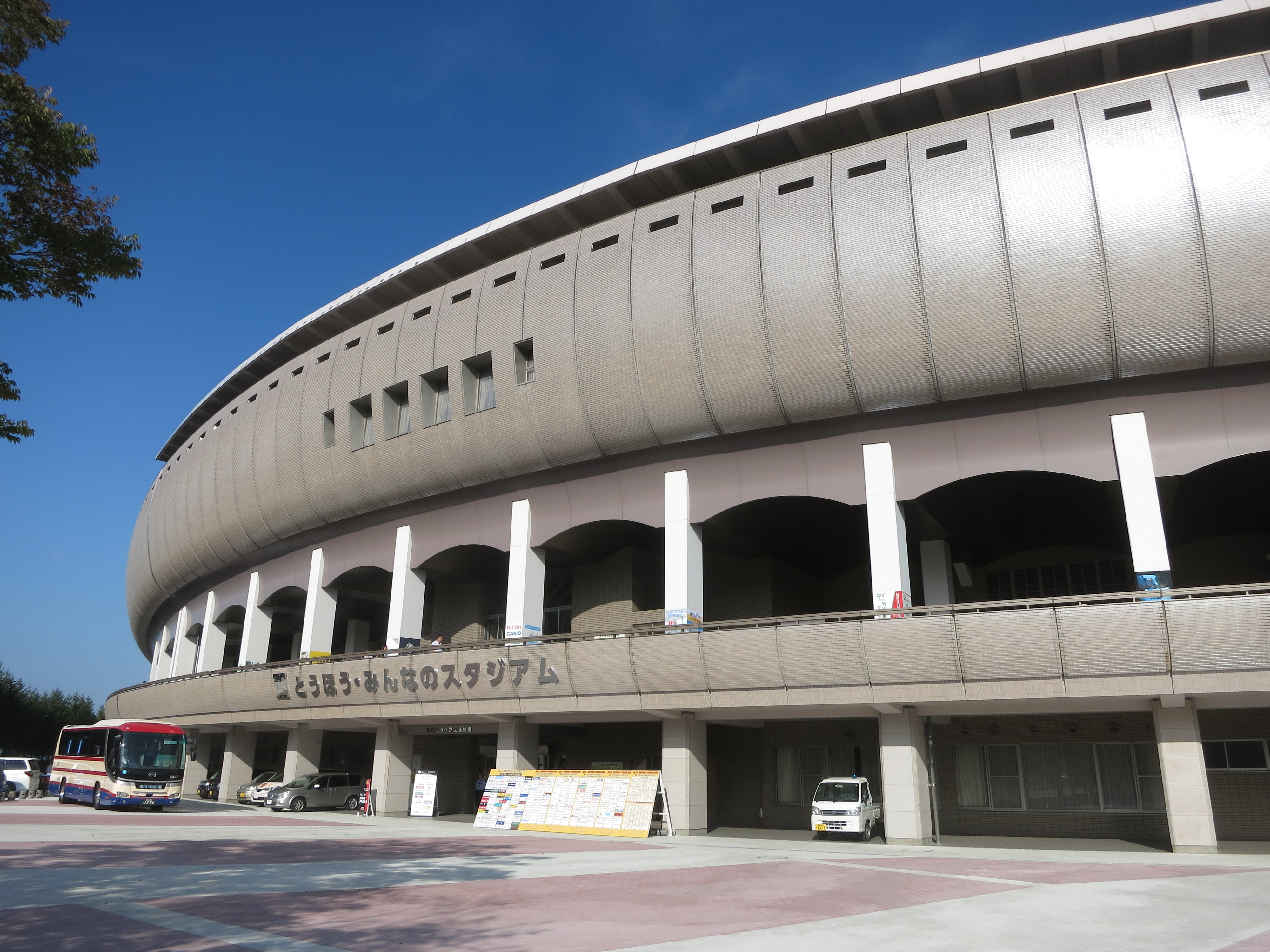
スタジアム外観
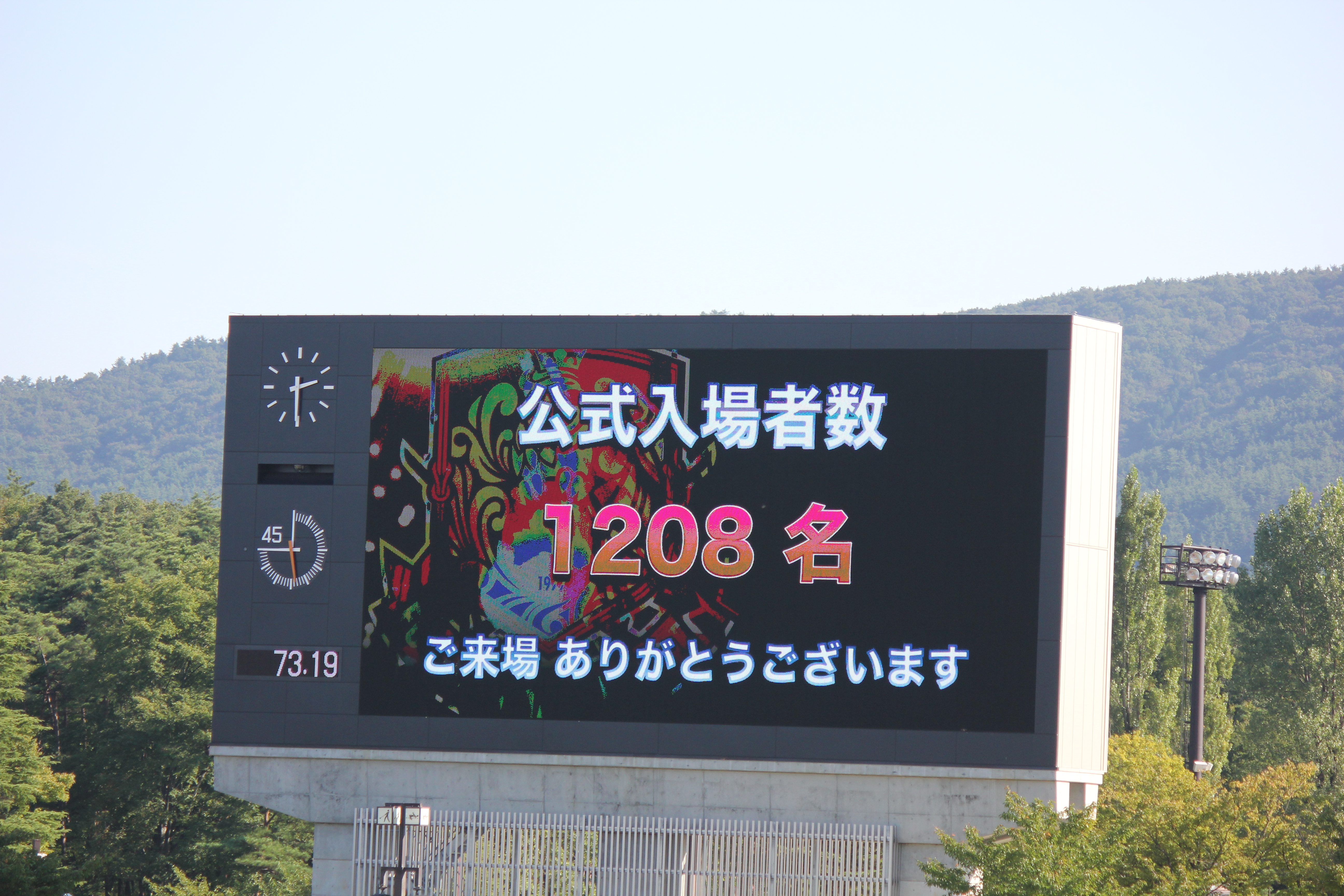
大型画像表示装置